# 斯氏双角鳚
斯氏雙角鳚（學名：Coralliozetus springeri），為輻鰭魚綱鳚形目煙管鳚科雙角鳚屬的一種，種名是為了紀念美國國家博物館的魚類學家維克多·G·斯普林格（Victor G. Springer），分布於中太平洋東部哥斯大黎加至厄瓜多海域，深度1至4公尺，本魚體細長，頭短鈍，頂部無刺，鼻孔處有觸鬚，眼上方有1對短觸鬚，頸背無觸鬚，上唇中部有凹口，口腔頂部兩側各有一排牙齒，體色半透明至白色，雄性頭部呈黑色，密布藍白色斑點，眼觸鬚藍色，背部前方呈深色或深白色，在臀鰭基部上方有10個短深色橫帶；雌魚頭部有白色斑點，背鰭前部為白色，背鰭硬棘17-18枚、背鰭軟條11-12枚，體長可達2.5分，棲息在岩礁區，通常躲在蠕蟲空巢穴，以浮游動物為食，雌魚產附著性卵，由雄魚守護魚卵，生活習性不明。